# Жан-Жак Десалин
Жан Жак Десалин (фр. Jean-Jacques Desalines; 1758 — 17. октобар 1806) је био црнац, револуционар Хаитија. Био је један од вођа устанка робова 1791. Борио се против француске власти од 1802. до 1803. године са мање-више успеха. Објавио је независност Хаитија 1. јануара 1804. Прогласио се царем крајем исте године. Убили су га његови дотадашњи сарадници А. Петион и А. Кристоф 1806. године због окрутне владавине.